# Pentominium
El Pentominium es un rascacielos, actualmente con la construcción parada, que se localiza en la ciudad de Dubái, Emiratos Árabes Unidos. Se tenía previsto que alcanzará los 516 m de altura con 122 plantas sobre el nivel del suelo. Ha sido diseñado por Andrew Bromberg, de la empresa Aedas y financiado por Trident International Holdings.

## Proyectos similares
El Pentominium sería el edificio residencial más alto del mundo si se completara. El Pentominium, además es uno de los edificios más altos proyectado a nivel mundial, siendo el quinto más alto en los Emiratos Árabes Unidos después del Dubai One, la Entisar Tower, el Uptown Dubai y el Burj Khalifa el actual más alto del mundo, con 828 m de altura.

## Apartamentos y diseño
La palabra 'Pentominium' es una combinación de las palabras inglesas 'penthouse' y 'condominium', que significa, apartamento de lujo. Cada apartamento consistirá bien en media planta o una planta entera, más  de 600 m² y tendrá su propio 'hall'.
De acuerdo con la promotora, el objetivo del diseño es proporcionar los apartamentos más lujosos del mundo, teniendo entre otras comodidades un mayordomo por apartamento con servicio 24 horas. Cada residente tendrá a su disposición un Rolls-Royce o nuevos modelos de deportivos a su elección, además de viajes en lujosos yates por el Golfo Pérsico.
Los mejores pisos del Pentominium tendrán piscina y salón al aire libre, despachos, terrazas privadas con vistas únicas, centros de salud, club de fumadores, pistas de squash, salón de banquetes y teatro privado.
El acceso a cada apartamento será mediante modernos sensores biométricos.
Además el Pentominium tendrá un observatorio panorámico a los 400 m de altura.

## Progreso actual
Actualmente la construcción sigue parada, y no se espera que el proyecto se pueda reanudar.